# Bosko

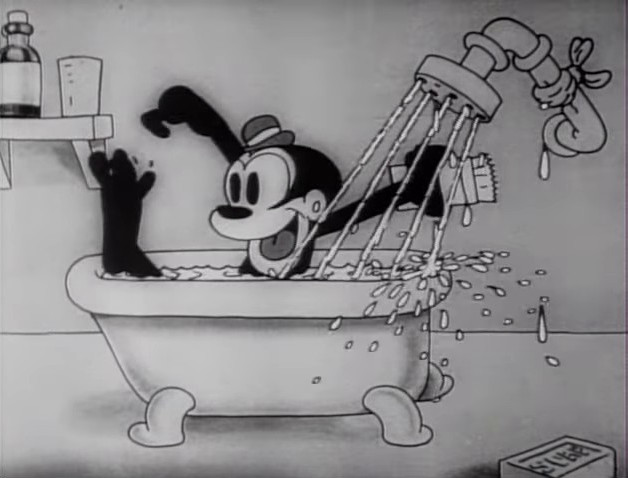
Bosko w filmie Sinkin' in the Bathtub z 1930.

Bosko – fikcyjna antropomorficzna drugoplanowa postać występująca w serii Zwariowane melodie od 1929 do 1938 r. Została ona stworzona przez Hugh Harmana i Rudolfa Isinga. Bosko jest pierwszą cyklicznie pojawiającą się postacią w kreskówkach Leona Schlesingera. W oryginale głosu użyczyli jej Carman Maxwell i Johnny Murray.

## Opis

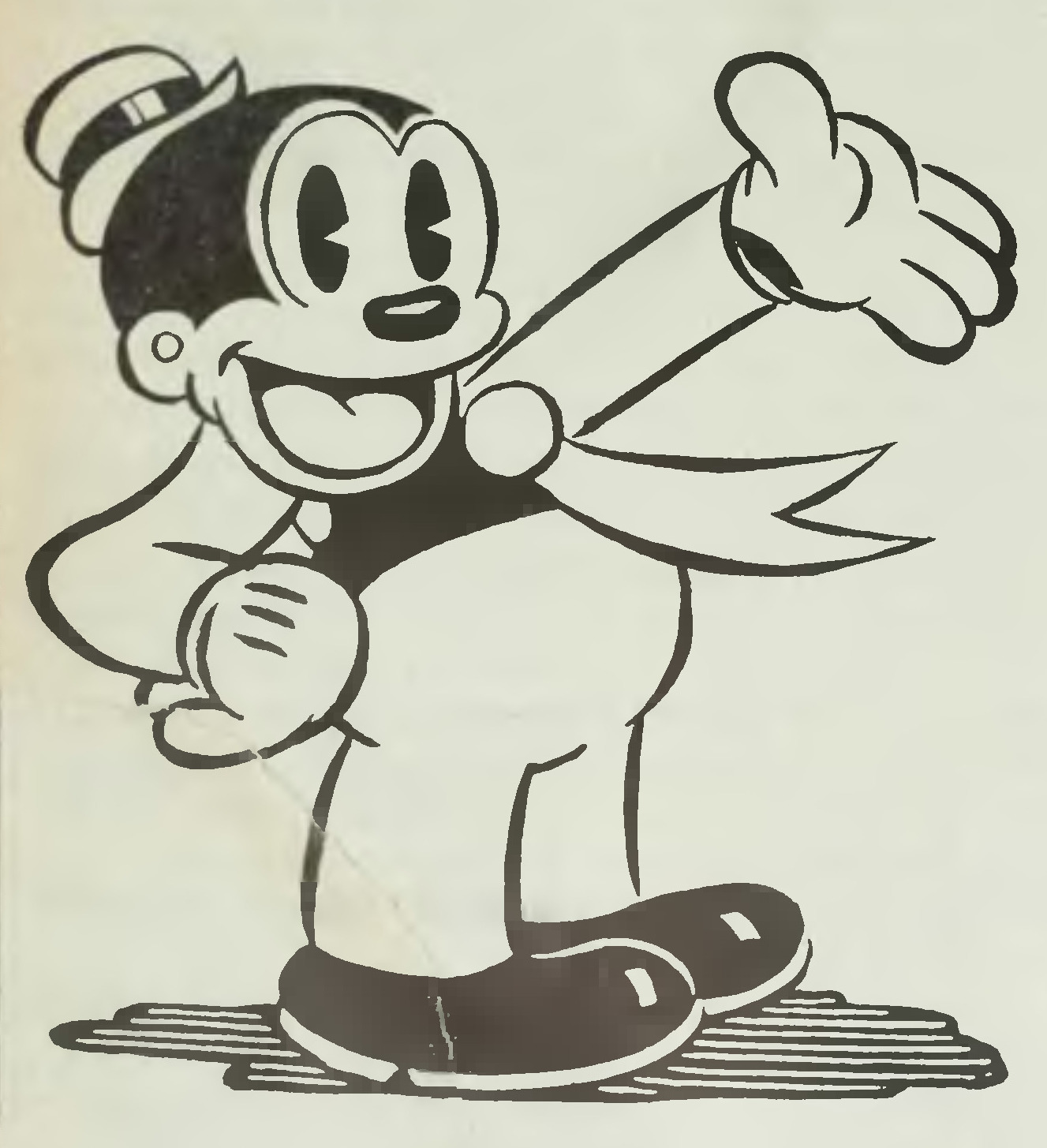
Bosko, 1932

Bosko pojawił się po raz pierwszy w pilotażowym filmie pt. Bosko, the Talk-Ink Kid stworzonym przez Hugh Harmana i Rudolfa Isinga w 1929 r. a jego oficjalny debiut nastąpił w kreskówce pt. Sinkin' in the Bathtub z 1930 r. 
Bosko jest zwierzątkiem nieokreślonego gatunku. Zawsze ubrany jest w długie spodnie i mały melonik. Nie posiada ogona. Ma przyjaciółkę o imieniu Honey, z którą po raz pierwszy spotkał się w „Sinkin' in the Bathtub”. Był to zarazem debiut Honey. Bosko ma także psa o imieniu Bruno. Czasami, szczególnie we wczesnych odcinkach, towarzyszył mu kot Wilbur.
W późniejszej wersji, wprowadzonej pod koniec pierwszej połowy lat trzydziestych, Bosko przemieniono w małego Murzynka z wyjątkowo bujną wyobraźnią. Technicznie rzecz ujmując, Bosko i Bosko-Murzynek to jedna i ta sama postać, jednak ogromne różnice w wyglądzie i zachowaniu sprawiają, że często są oni uznawani za dwie różne postaci o tym samym imieniu. Dlatego też m.in. wielu historyków animacji nie uznaje filmów z Bosko-Murzynkiem za część pełnej filmografii Bosko.
W nowej wersji postać nie przetrwała próby czasu, przypuszczalnie ze względu na fakt, że historie opowiadane w filmach z jego udziałem były dość proste i, by tak rzec, grzeczne. Filmy z Bosko cieszyły się coraz mniejszą popularnością, dlatego też w 1938 roku zaprzestano wydawania dalszych kreskówek z tą postacią.
Po raz ostatni występ Bosko zanotowano w serialu Przygody Animków, w odcinku pt. Fields of Honey z 1990 r. Tym razem Bosko i jego dziewczynę Honey twórcy serialu przekształcili w postaci przypominające nieco z wyglądu myszy.

## Występy Bosko w kreskówkach

### 1929
1. Bosko, the Talk-Ink Kid

### 1930
1. Sinkin' in the Bathtub
2. Congo Jazz
3. Hold Anything
4. The Booze Hangs High
5. Box Car Blues

### 1931
1. Big Man from the North
2. Ain't Nature Grand!
3. Ups 'N Downs
4. Yodeling Yokels
5. Bosko's Holiday
6. Tree's Knees, The
7. Bosko Shipwrecked
8. Bosko the Doughboy
9. Bosko's Soda Fountain
10. Bosko's Fox Hunt

### 1932
1. Bosko at the Zoo
2. Battling Bosko
3. Big-Hearted Bosko
4. Bosko's Party
5. Bosko and Bruno
6. Bosko's Dog Race
7. Bosko at the Beach
8. Bosko's Store
9. Bosko the Lumberjack
10. Ride Him, Bosko!
11. Bosko the Drawback
12. Bosko's Dizzy Date
13. Bosko's Woodland Daze

### 1933
1. Bosko in Dutch
2. Bosko in Person
3. Bosko the Speed King
4. Bosko's Knight-Mare
5. Bosko the Sheep-Herder
6. Beau Bosko
7. Bosko's Mechanical Man
8. Bosko the Musketeer
9. Bosko's Picture Show

### 1934
1. Bosko's Parlor Pranks

### 1935
1. Hey-Hey Fever - ostatni film z Bosko w pierwotnej wersji
2. Run, Sheep, Run - pierwszy film, w którym Bosko pojawia się w nowej wersji (mały Murzynek)

### 1936
1. The Old House

### 1937
1. Circus Daze
2. Bosko's Easter Eggs
3. Little Ol' Bosko and the Pirates
4. Little Ol' Bosko and the Cannibals

### 1938
1. Little Ol' Bosko in Bagdad - ostatni film z Bosko